# Errinopora nanneca
Errinopora nanneca är en nässeldjursart som beskrevs av Fisher 1938. Errinopora nanneca ingår i släktet Errinopora och familjen Stylasteridae. Inga underarter finns listade i Catalogue of Life.